# (6919) Tomonaga
(6919) Tomonaga (1993 HP) – planetoida z pasa głównego asteroid okrążająca Słońce w ciągu 3,4 lat w średniej odległości 2,26 j.a. Odkryta 16 kwietnia 1993 roku.